# Maurício Duboc
Maurício Duboc (Rio de Janeiro, 1951) é um compositor brasileiro. Parceiro de Carlos Colla, suas composições foram interpretadas por cantores como Roberto Carlos, Altemar Dutra, Emílio Santiago, Maria Bethânia, Nelson Gonçalves, Agnaldo Timóteo, Rita Pavone, Simone, Chitãozinho e Xororó, Nando Reis, Márcio Greyck, Jair Rodrigues, Evinha, Paulo Ricardo, Célia, Fafá de Belém, Ângela Maria e Cauby Peixoto.

## Composições conhecidas
- "A Namorada" (com Carlos Colla). Gravação original: Roberto Carlos, 1971.
- "Negra" (com Carlos Colla). Gravação original: Roberto Carlos, 1972.
- "Sonho Lindo" (com Carlos Colla). Gravação original: Roberto Carlos, 1973.
- "Falando Sério" (com Carlos Colla). Gravação original: Roberto Carlos, 1977.
- "Por Uma Vez Só" (com Carlos Colla). Gravação original: Emílio Santiago, 1978.
- "Me Conte a Sua História" (com Carlos Colla). Gravação original: Roberto Carlos, 1979.
- "Passatempo" (com Carlos Colla). Gravação original: Roberto Carlos, 1980.
- "Teu Caso Sou Eu" (com Carlos Colla). Gravação original: Joanna, 1986.
- "Spot Light" (com Carlos Colla). Gravação original: Cauby Peixoto, 1986.
- "Fogão de Lenha" (com Carlos Colla e Xororó). Gravação original: Chitãozinho e Xororó, 1987.[4]

## Vida pessoal
É pai de Andreia Pazos e Agatha Ottoni, apresentadoras do podcast Caneca de Mamicas e participantes regulares do NerdCast.